# Геноцидальний цілитель
«Геноцидальний цілитель» (англ. The Genocidal Healer) — науково-фантастичний роман північноірландського письменника Джеймса Вайта, опублікований 1992 року. Входить до серії вище вказаного автора під назвою «Головний сектор». Як і в пізніших романах серії, головним героєм книги є інопланетянин. Однак головний герой ранніх романів «Загального сектору», доктор Конвей, відіграє важливу роль другого плану, як й інші герої інших романів.
Головний сектор бачив свою частку відчайдушних процедур та рішень «убити чи вилікувати». Старший лікар Ліорен зробив таку маніпуляцію, за якою дуже часто результат був «вбитим». Тепер, не бажаючи жити, йому не дозволяють помирати, тому доктору доводиться вирішувати, що робити з собою.
Ранні романи з серії «Загальний сектор» майже повністю зосереджені на медичних проблемах, але пізніші, такі як «Геноцидальний цілитель», також розглядають глибші питання. Джеймс Вайт в одному з інтерв'ю зазначив: «Геноцидний цілитель дуже філософський і теологічний [роман]. Я, як відомо, католик. Якщо наш парафіяльний священник коли-небудь читатиме «Геноцидальний цілитель», я передчуваю велику біду, тому що він дуже старий і дуже правовірний».

## Сюжет
Зневірений хірург капітан Ліорен розчарований тим, що військовий суд відхилив його прохання про смертну кару і натомість призначив до О'Мари в Головний сектор. Його мучить почуття провини, тому що він несе відповідальність за геноцид цілої раси. Інколи під час виконання нових завдань він обмірковує окремі події, що призвели до смерті інопланетян.
Після першого контакту з планетою Кромсаг невдовзі послідувало відкриття, що все їх населення вимирає від якоїсь невідомої хвороби. Вони голодували, а їх народжуваність була жахливою. Окрім цього, вони постійно вели рукопашний бій один з одним, ймовірно, змагаючись за їжу.
Кораблі Головного сектору поспішно надавали їжу людям, які недоїдали, а також медичну допомогу при бойових травмах, і намагалися встановити причину загадкової хвороби. Попри усі їх зусилля, смертність від чуми продовжувала зростати. Ліорен був розчарований повільним процесом надсилання зразків до Головного сектору, очікуванням аналізів та повних випробувань для забезпечення ефективності можливого лікування. У своїй зарозумілості він призначив лікування всьому населенню ... і вони піднялися і вбили один одного, знищивши власну расу.
Згадуючи ці події, він ділиться частиною своєю історією з людьми у Головному секторі. Ліорен розмовляє з невиліковно хворим доктором Манненом, зрештою відроджуючи інтерес Маннена до життя. Ліорен також заохочує ізольованого інопланетянина Кхону (див. «Зоряний цілитель»). Після цього його просять поговорити з гігантом Гроальтеррі, чия раса настільки розвинена, що до цього часу вони відмовлялися від будь-яких контактів з представниками планет-членів федерації. Люди відчайдушно намагаються досягти будь-якого прогресу в спробі налагодити контакт з цією расою, але пацієнт Гроальтеррі ні з ким не спілкується. Поступово Ліорен ділиться своєю власною історією провини і приводить суїцидального інопланетянина на зниження емоційних бар'єрів. З його історії Ліорену вдається з'ясувати невідому досі травму Гроальтеррі та організувати операцію, яка змінить його життя. Зрештою, наприкінці роману, Ліорен зустрічається з купкою вижилих з Кромсагу.